# ناحیه گلادوین، میشیگان
ناحیه گلادوین (به انگلیسی: Gladwin Township) یک منطقهٔ مسکونی در ایالات متحده آمریکا است که در شهرستان گلدوین، میشیگان واقع شده‌است.
 ناحیه گلادوین ۹۱٫۴ کیلومتر مربع مساحت و ۱٬۰۴۴ نفر جمعیت دارد و ۲۴۱ متر بالاتر از سطح دریا واقع شده‌است.